# كريستال روتا
كريستال روتا (بالإنجليزية: Krystal Rota)‏ هي لاعبة دوري الرغبي نيوزيلندية، ولدت في 3 أكتوبر 1985.